# Quintus Fabius Maximus Servilianus
Pour les articles homonymes, voir Fabius Maximus.
Quintus Fabius Maximus Servilianus est un homme d'État romain.
En 145 av. J.-C, il est gouverneur de la province romaine de Macédoine.
En 142 av. J.-C., il est consul. Il part avec deux légions, trois cents cavaliers numides et dix éléphants, vers la péninsule ibérique, tente de pénétrer en Lusitanie, repousse péniblement une attaque contre son camp et est contraint de se replier. Viriatus le poursuit mais subit des pertes et retourne sur ses terres.
En 141 av. J.-C., il reprend l'offensive, occupe de nombreuses cités, fait mettre à mort 500 chefs, fait couper les mains aux sujets romains passés à l'ennemi et vend comme esclaves le reste des prisonniers.
Viriatus surprend les Romains en train d'assiéger Erisané, il les bat et les tient captifs. Au lieu de tailler cette armée en pièces, il signa une paix et autorisa les Romains à rentrer dans leur foyer, se contentant de la reconnaissance par Servilianus de l'indépendance de la Lusitanie et de son titre de roi. Les comices soulagées ratifient le traité.
Il est remplacé par Quintus Servilius Caepio qui n'accepte pas ces concessions.